# Trichorhina donaldsoni
Trichorhina donaldsoni är en kräftdjursart som beskrevs av Schultz 1963B. Trichorhina donaldsoni ingår i släktet Trichorhina och familjen myrbogråsuggor. Inga underarter finns listade i Catalogue of Life.